# Jeux de dames
Pour plus de détails, voir Fiche technique et Distribution.
Jeux de dames (Wife, Doctor and Nurse) est un film américain réalisé par Walter Lang, sorti en 1937.

## Synopsis
Ina Heath Lewis épouse un médecin de Park Avenue et apprend que son infirmière est amoureuse de son nouveau mari.

## Fiche technique
- Titre : Jeux de dames
- Titre original : Wife, Doctor and Nurse
- Réalisation : Walter Lang
- Production : Raymond Griffith et Darryl F. Zanuck
- Société de production et de distribution : Twentieth Century Fox
- Scénario : Kathryn Scola, Lamar Trotti et Darrell Ware
- Musique : Arthur Lange
- Photographie : Edward Cronjager
- Montage : Walter Thompson
- Direction artistique : David S. Hall
- Décorateur de plateau : Thomas Little
- Costumes : Gwen Wakeling
- Pays d'origine : États-Unis
- Langue : anglais
- Format : Noir et blanc - 35 mm - 1,37:1 - Son : Mono (Western Electric Mirrophonic Recording)
- Genre : Comédie romantique
- Durée : 85 minutes
- Dates de sortie :
  - États-Unis : 17 septembre 1937
  - France : 9 décembre 1937

## Distribution
- Loretta Young : Ina Heath Lewis
- Warner Baxter : Dr Judd Lewis
- Virginia Bruce : Miss Stephens/Steve
- Jane Darwell : Mme Krueger
- Sidney Blackmer : Dr Therberg
- Maurice Cass (en) : Pompout
- Minna Gombell : Constance
- Margaret Irving : Mme Cunningham
- Bill Elliott : Bruce Thomas
- Elisha Cook Jr. : Glen Wylie
- Paul Hurst : Bill
- Hal K. Dawson (it) : Dr Hedges
- George Ernest (en) : Red
- Georges Renavent : Nick
- Spencer Charters : Oncle